# Casa al carrer d'Olot, 7 (Riudaura)
La Casa al carrer d'Olot, 7 és una obra de Riudaura (Garrotxa) inclosa a l'Inventari del Patrimoni Arquitectònic de Catalunya.

## Descripció
Hi ha una inscripció sobre la llinda de la façana principal de la casa del nº7 del carrer d'Olot on hi és representat el següent: "AVE 1761 ARÂ". Entremig del 7 i del 6 de 1761 hi ha dibuixada una creu cristiana encerclada i a sota de la creu una figura amb forma de cor.

## Història
Riudaura és un petit nucli urbà que va néixer a l'ombra del monestir de Santa Maria. L'estructura d'alguns dels seus carrers és plenament medieval, però la majoria corresponen al segle xviii, moment en què es bastiren i remodelaren part dels habitatges que estructuren la plaça del Gambeto; durant la centúria següent es remodelaren i aixecaren de nova planta algunes de les construccions situades en els carrers que desemboquen a l'esmentada plaça.